# 콜린 우델
콜린 우델(영어: Colin Woodell, 1991년 12월 20일 ~ )은 미국의 배우이다.

## 출연 작품

### 영화
- Kingmakers (2015)
- XOXO (2016)
- 이웃의 아내 (2017, The Neighbor)
- 언세인 (2018)
- 서치 (2018)
- 언프렌디드: 다크 웹 (2018)
- 콜 오브 와일드 (2020)
- 앰뷸런스 (2022)
- 플라이 미 투 더 문 (미정)

### 텔레비전
- 크리미널 마인드 (2013)
- CSI: 과학수사대 (2014)
- 은밀한 하녀들 (2014)
- 오리지널스 (2014, 2018)
- 마스터스 오브 섹스 (2015)
- 지정생존자 (2016-17)
- 더 퍼지 (2018)
- 플라이트 어텐던트 (2020)
- 더 콘티넨털: 프롬 더 월드 오브 존 윅 (2023)